# Квак Чон Хван
Квак Чонхван — руководитель Семейной партии за объединение и мир во всем мире Республики Корея, Президент Мирового кубка, Председатель Комитета социальной ответственности Азиатской конфедерации футбола, Президент К-лиги и Президент Футбольная ассоциация Кореи, входящей в состав ФИФА. Платформой политической партии является объединение Кореи и пропагандирование семейных ценностей, Мировой кубок же заявляет свои права на проведение альтернативы Чемпионат мира по футболу по версии ФИФА, чтобы продемонстрировать Глобальный уровень Движения Объединения и его экономическую состоятельность. ФИФА выделила $2 млн на призовой фонд при проведении чемпионата мира Мировой кубок-2003. Некоторые из сотрудников оргкомитета мирового кубка одновременно являются кандидатами в депутаты, выдвинутыми партией Квака. Квак также занимал должность Президента Санмун-Университета, президента одного из крупнейших информационных агентств в мире United Press International и Президента Федерации за всеобщий мир, организации с особым консультативным статусом от ООН. Квак Чонхван является членом Движения Объединения. В одном из своих интервью он сказал, что Движение Объединения инвестировала в футбол более $ 10 млн, и что основной задачей Движения Объединения является «борьба с пороками светского гуманизма».
В 2005 году 12-й Президент Южной Кореи Чон Ду Хван и почетный вице-президент ФИФА Чхон Монджун присутствовали на церемонии открытия Мирового кубка, на которой председательствовал Квак.
В 2011 году Квак вместе с Президентом Азиатской конфедерации футбола Чжан Цзилуном пожертвовал $400000 Продовольственной и сельскохозяйственной организация ООН. На церемонии вручения чека присутствовал наследный наследный принц Иордании, он же вице-президент ФИФА, Али бин Аль Хуссейн.
Его дочь, Квак Чонсук, является женой Мун Хён Джина, президента Тонъиль групп